# Gregorio Ladino
Ladino  Vega est un nom espagnol. Le premier nom de famille, en général paternel, est Ladino ; le second, en général maternel, souvent omis, est Vega.
Gregorio Ladino Vega (né le 18 janvier 1973 à San Mateo (département de Boyacá)) est un coureur cycliste colombien. Il est également de nationalité mexicaine.

## Biographie
À 37 ans et comme l'année précédente, Gregorio Ladino finit en tête du classement de l'UCI America Tour 2010. Il devance Óscar Sevilla et Arnold Alcolea.

## Palmarès
- 1997
  - Classement général du Tour du Costa Rica
  - 12e étape du Tour de Colombie
- 1998
  - 7e étape du Tour du Costa Rica
- 2000
  - 1re et 6e étapes du Tour du Guatemala
  - 2e du Tour du Guatemala
- 2001
  - 3e étape du Tour de Colombie
  - Tour du Guatemala :
    - Classement général
    - 8e étape

  - Tour du Costa Rica :
    - Classement général
    - 9e étape
- 2002
  - 2e du Tour du Costa Rica
- 2003
  - Classement général de la Vuelta a la Independencia Nacional
  - 8e étape du Tour de Chiriqui
  - 4e étape du Tour du Costa Rica
- 2005
  - 3e étape du Clásico Ciclístico Banfoandes
  - 2e du Clásico Ciclístico Banfoandes
- 2006
  - Classement général du Tour du Sonora
  - Classement général du Tour du Salvador
  - 2e de l'UCI America Tour
  - 3e du Clásico Ciclístico Banfoandes
- 2007
  - 5e étape du Tour du Salvador
- 2008
  - 8e étape du Tour de Cuba
  - Tour de la Gila :
    - Classement général
    - 1re étape

  - 5e étape du Doble Sucre Potosi Grand Prix
  - 2e étape du Tour de Chihuahua
  - Tour du Chiapas :
    - Classement général
    - 1rea et 6e étapes

  - 2e du Doble Sucre Potosi Grand Prix
  - 2e du Tour de Chihuahua
- 2009
  - UCI America Tour
  -  Champion panaméricain sur route
  - 2e et 5e étapes du Doble Sucre Potosi Grand Prix
  - Tour de Bolivie :
    - Classement général
    - 7ea étape

  - 2e du Doble Sucre Potosi Grand Prix
  - 2e du Tour de Chihuahua
- 2010
  - UCI America Tour
  - 3e du Tour du Mexique
- 2011
  - 3e étape de la Tour du Chiapas
  - 2e du championnat du Mexique du contre-la-montre
  - 3e de la Ruta del Centro

## Résultats sur les championnats

### Championnats panaméricains

#### Course en ligne
2 participations.
- 2009 :  Vainqueur de l'épreuve.
- 2010 : 4e au classement final[2].

## Classements mondiaux
| Année            | 2006 | 2007 | 2008 | 2009 | 2010 | 2011 | 2012 |
| ---------------- | ---- | ---- | ---- | ---- | ---- | ---- | ---- |
| UCI America Tour | 2e   | 32e  | 35e  | 1er  | 1er  | 224e | 215e |